# Lilla Bergtjärnen, Hälsingland
Lilla Bergtjärnen är en sjö i Ljusdals kommun i Hälsingland och ingår i Delångersåns huvudavrinningsområde.